# 贵州毛柃
贵州毛柃（学名：Eurya kueichowensis）为山茶科柃木属下的一个种。

## 扩展阅读
- 維基物種上的相關：贵州毛柃